# Musica Florea
Musica Florea je hudební soubor, který roku 1992 založil violoncellista a dirigent Marek Štryncl.

## Repertoár
Repertoár souboru sahá od hudby raného baroka přes vrcholná díla této epochy až po klasicismus. Od roku 2004, kdy Musica Florea provedla na dobové nástroje orchestrální díla Antonína Dvořáka, čímž se součástí jejího repertoáru stává i hudba období romantismu.
Společně s mezinárodním týmem se Musica Florea v letech 1999-2002 podílela na výjimečném provedení představení opery Castor et Polux od Jeana-Philippa Rameaua v Národním divadle v Praze a v novodobé premiéře provedla na Pražském hradě korunovační hru Jana Dismase Zelenky Sub olea pacis et palma virtutis.
Od roku 2002 pořádá Musica Florea vlastní koncerty s důrazem na prezentaci nově objevených děl zejména českého původu i na interpretaci již známého hudebního materiálu s přihlédnutím k dobové interpretační praxi.
Pro společnost Supraphon soubor natočil komplet Braniborských koncertů Johanna Sebastiana Bacha.